# Eine reizende Familie
Eine reizende Familie ist ein 1944 entstandener, aber erst 1948 erschienener reichsdeutscher Spielfilm von Erich Waschneck. Die Hauptrollen spielen Karin Hardt und Ernst von Klipstein.

## Handlung
Seit dem Tode von Professor Holk, eines renommierten Veterinärs, muss sich nun die älteste Tochter der Berliner Familie, Martina Holk, um die zahlreichen Geschwister kümmern. Neben Martina gibt es noch weitere sechs Mädchen und Jungs, alle zwischen zehn und 24 Jahren alt. Unterstützt wird sie dabei vom Vormund der Familie, Professor Sedelmann, einem kauzigen, älteren, freundlichen Herrn, der Martina jedoch in ihren Entscheidungsfindungen weitgehend freie Hand lässt. 
Eines Tages muss der alte Sedelmann konstatieren, dass die laufenden Kosten der Grunewalder Villa das Vermögen der weitgehend einkommenslosen Familie allmählich auffressen. So beschließt Martina im Einvernehmen mit dem Vormund, die Praxisräume und die Laboratorien ihres verstorbenen Vaters, die gleichfalls im geräumigen Haus untergebracht sind, an einen anderen Tierarzt zu vermieten, um so die Villa im Besitz der Großfamilie halten zu können.
Die jüngeren Geschwister sind alles andere als begeistert, dass nun demnächst ein Fremder in das Haus einziehen wird, und beginnen daher zielgerichtet, jeden Interessenten zu vergraulen. Schließlich hat die „reizende“ Familie vermeintliches Glück im Unglück. Martinas Chef, der Tierarzt Dr. Eduard Höflin, zeigt sich bereit, die Praxis von Prof. Holk zu übernehmen, und zieht daraufhin in der Grunewalder Villa ein. 
Dr. Höflin freut sich anfänglich sehr über diese Veränderung, hat er doch längst ein Auge auf Martina geworfen, die sich aber bislang spröde und abweisend zeigte, weil die junge Frau angesichts ihrer unruhestiftenden Geschwister nicht den Kopf für eine Romanze frei hat. Dr. Höflin zeigt sich durchaus resistent gegenüber den Streichen, Turbulenzen und Nervereien von Martinas Brüdern und Schwestern, ist er doch selbst mit acht Geschwistern aufgewachsen.
Die Holk‘sche Bande will aber partout nicht, dass jemand Fremdes in ihr Haus einzieht, und beginnt nun, einen regelrechten Kleinkrieg gegen den nervenstarken Tierarzt anzuzetteln. Der aber bleibt standhaft, bis eines Tages ein Streich das junge Glück tatsächlich vorübergehend auseinanderbringt. 
Die jungen Leute erkennen rasch, dass sie diesmal zu weit gegangen sind, denn die Trennung von Dr. Höflin setzt Martina reichlich zu. Und so beschließen Irmgard, Günther, Otto, Sohni, Babsi und Lauser Holk, ihrer Schwester Martina nunmehr eine reizende Familie zu sein, und bemühen sich, die Wogen wieder zu glätten und Martina und Eduard wieder miteinander zu versöhnen. Um die beiden vor vollendete Tatsachen zu stellen, wird kurzerhand eine Vermählungsanzeige in die Zeitung gesetzt. Als dann auch noch die acht Geschwister Höflins eintreffen, ist das Durcheinander perfekt. Schließlich kommt es zur großen Versöhnung, und Martina und Dr. Höflin feiern spontan ihre Verlobung.

## Produktionsnotizen
Der Film wurde im November 1944 gedreht und befand sich bei Kriegsende in der Musik-Synchronisation. Uraufführung war am 23. Januar 1948 in Ostberlin. Eine bundesdeutsche Premiere kann nicht festgestellt werden. Später wurde dieser Film auch unter dem Titel Danke, es geht mir gut vertrieben.
Herstellungsgruppenleiter Hans von Wolzogen wirkte an diesem Film auch als Produktionsleiter. Alfred Bütow und Heinrich Beisenherz schufen die Filmbauten.

## Kritik
Drewniaks Der deutsche Film 1938-1945 nannte den Film „ein Loblied auf die kinderreiche Familie“.